# آمینا شیخ
آمینا شیخ یا آمنه شیخ (انگلیسی: Aamina Sheikh; اردو: آمنہ شیخ؛ زادهٔ ۲۹ اوت ۱۹۸۱) یک هنرپیشه و مانکن اهل پاکستان و ایالات متحده آمریکا است.